# Heinrich Hermelink
Heinrich August Hermelink (* 30. Dezember 1877 in Mulki bei Mangalore, Indien; † 11. Februar 1958 in München) war ein deutscher evangelischer Kirchenhistoriker.

## Leben
Heinrich Hermelink wurde als Missionarskind in Indien geboren, sein Vater war der Missionar Jan Hermelink (1848–1909). Im Alter von acht Jahren wurde er nach Basel und zwei Jahre später auf die Lateinschule nach Göppingen geschickt (wo er ein Schulkamerad von Hermann Hesse war). Während seines Studiums an der Universität Tübingen wurde er Mitglied der schwarzen Studentenverbindung Akademische Gesellschaft Rothenburg. Er schloss das Studium 1902 mit einer Promotion an der Philosophischen Fakultät ab. Er arbeitete zwischen 1904 und 1906 am Staatsarchiv Stuttgart, bevor er sich 1906 an der Theologischen Fakultät der Universität Leipzig bei Albert Hauck promovierte und habilitierte. Danach war er in Leipzig als Dozent und seit 1909 auch als Pfarrer tätig. 1913 wurde er außerordentlicher Professor für Kirchengeschichte an der Universität Kiel.
Nachdem Hermelink im Ersten Weltkrieg Ende 1914 schwer verwundet wurde, bekleidete er 1915 in Bonn und ab 1918 in Marburg eine ordentliche Professur für Kirchengeschichte. Im März 1920 hatte Hermelink das Kommando über die „Volkskompanie“ des 2. Bataillon des Studentenkorps Marburg, eines Zeitfreiwilligenverbandes. Die „Volkskompanie“ setzte sich aus 80 demokratisch gesinnten Marburger Studenten (u. a. Ernst Lemmer, Gustav Heinemann) sowie Angehörigen der jüdischen Verbindung Hassia im KC zusammen und war im Gegensatz zu anderen Teilen des StuKoMa unter Bogislav von Selchow nicht an den Ereignissen von Mechterstädt beteiligt.
Später wurde er auch Ephorus der Hessischen Stipendiatenanstalt. 1935 wurde er wegen seiner Gegnerschaft zum NS-Regime zwangsweise emeritiert. Er arbeitete dann als Pfarrer in Eschenbach bei Göppingen und siedelte 1938 nach München über, wo er 1945 zum Honorarprofessor berufen wurde.

## Werk
Hermelink verfasste zahlreiche Spezialuntersuchungen und Gesamtdarstellungen zur Kirchengeschichte vom Spätmittelalter bis zum 20. Jahrhundert, mit Schwerpunkten auf Hessen und Württemberg. Daneben beobachtete er die Entwicklungen im zeitgenössischen Katholizismus.

## Ehrungen
- 1953: Großes Verdienstkreuz der Bundesrepublik Deutschland

## Schriften (Auswahl)
- Die theologische Fakultät in Tübingen vor der Reformation 1477–1534. Dissertation, Tübingen 1906.
- Katholizismus und Protestantismus in der Gegenwart vornehmlich in Deutschland. Perthes, Stuttgart, Gotha 1923; 2. Aufl. 1924.
- (mit Siegfried A. Kaehler): Die Philipps-Universität zu Marburg 1527–1927. 5 Kapitel aus ihrer Geschichte (1527–1866). Elwert, Marburg 1927.
- Geschichte der evangelischen Kirche in Württemberg von der Reformation bis zur Gegenwart. Wunderlich, Stuttgart 1949.
- Die katholische Kirche unter den Pius-Päpsten des 20. Jahrhunderts. Evang. Verl., Zollikon-Zürich 1949.
- Das Christentum in der Menschheitsgeschichte von der französischen Revolution bis zur Gegenwart. 3 Bände, Metzler, Stuttgart;
  - Band 1: Revolution und Restauration 1789–1835. 1951.
  - Band 2: Liberalismus und Konservativismus 1835–1870. 1953.
  - Band 3: Nationalismus und Sozialismus 1870–1914. 1955.
- (Als Herausgeber): Kirche im Kampf. Dokumente des Widerstands und des Aufbaus in der evangelischen Kirche Deutschlands von 1933 bis 1945. Wunderlich, Stuttgart 1950.